# Остров Оммани
Остров Оммани (или Омманей) — остров архипелага Земля Франца-Иосифа. Административно относится к Приморскому району Архангельской области России.
Расположен в северной части архипелага в 10 километрах к северо-востоку от острова Харли и в 12 километрах к северо-западу от острова Джексона.
Имеет форму раскрытого на северо-запад полумесяца длиной 3 километра и шириной до 1,2 километра в центральной части. Свободен ото льда, высота скал в южной части острова достигает 27 метров. На северном и юго-западном окончании острова — каменистые россыпи.
Назван в честь английского офицера и исследователя Арктики Эразмуса Оммани, участвовавшего в 1850 году в поисках пропавшей экспедиции Джона Франклина.